# Clássico da Amizade
Botafogo vs. Vasco, também chamado de Clássico da Amizade, visto que as torcidas das duas equipes não costumam provocar incidentes em clássicos, é um clássico de futebol da cidade do Rio de Janeiro, que envolvem o Botafogo de Futebol e Regatas e o Club de Regatas Vasco da Gama.

## Introdução
| “ | As duas torcidas são as mais irmãs do Rio de Janeiro. Não conheço dois clubes grandes do Brasil que tenham um comportamento tão civilizado entre as duas torcidas quando se enfrentam. Botafogo e Vasco têm um histórico de irmandade que valeria para todas as torcidas. | ” |
|   | — André Rizek, jornalista. |   |

## História
Foi a partir do convite feito pelo Botafogo a um combinado português para visitar o Rio de Janeiro em 1913, a fim de enfrentar um combinado carioca (duas vitórias do combinado carioca, por 3 a 1 e 1 a 0, e um empate por 0 a 0), tendo esse fato causado grande repercussão, que o Vasco da Gama resolveu aderir ao futebol.
O primeiro confronto entre Vasco e Botafogo ocorreu em 22 de abril de 1923, no Campo da Rua General Severiano, válido pelo Campeonato Carioca daquele ano. A partida terminou 3 a 1 para o Vasco, com gols de Mingote, Paschoal e Cecy, com Nilo descontando para o Botafogo.
A primeira vitória botafoguense sobre o Vasco ocorreu no décimo oitavo confronto entre os dois clubes, em 21 de outubro de 1928, por 3 a 1, em partida disputada no Estádio de Laranjeiras e válida pelo Campeonato Carioca.
Com a inauguração do Estádio de São Januário a situação se inverteu, pois o Vasco só ganharia a primeira partida jogando em seu estádio na décima partida entre os dois clubes, em 14 de maio de 1936, com o primeiro confronto tendo ocorrido em 24 de julho de 1927 e terminado empatado em 1 a 1.
O Botafogo empatou o Clássico Vovô por 2 a 2 pela última rodada do Campeonato Carioca de 1930 em 7 de dezembro, terminando como líder da competição, com 32 pontos. O America ganhava do Vasco por 1 a 0 em 16 de novembro quando o campo de São Januário foi invadido, tendo os 2 minutos e 30 segundos finais sido disputados em 21 de dezembro. Com a posterior manutenção do resultado, sagrou-se campeão o Botafogo, com o Vasco tendo terminado com 31 pontos.
No primeiro clássico disputado no Estádio do Maracanã, em 1950, vitória do Botafogo por 1 a 0 perante 28.323 pagantes, com a primeira vitória vascaína tendo ocorrido no Returno, por 2 a 0, na arrancada final que daria o título carioca ao Vasco, perante 80.233 torcedores, 72.762 deles, pagantes.
Na final da Taça Guanabara de 1965, vitória contundente do Vasco por 2 a 0, perante mais de 115.000 pagantes. Outra vitória vascaína por 2 a 0 aconteceu na Taça Guanabara, desta vez em 1977, quando foi registrado o maior público pagante deste clássico: 131.741.
Se a final do Campeonato Carioca de 1968 ficou notabilizada pela grande atuação coletiva do time do Botafogo, a vitória do Vasco por 2 a 1 em 9 de maio de 1976 ficou notabilizada pelo gol de placa de Roberto Dinamite, aquele que o atacante cruzmaltino considera o mais bonito de sua carreira.
Apesar da amizade entre as torcidas, pelo menos duas finais de Campeonato Carioca entre Botafogo e Vasco foram muito tumultuadas: a de 1948, na qual os vascaínos acusaram os botafoguenses de pintar o vestiário vascaíno com cal virgem, deixar os sanitários sujos e cheios, cortar a água e jogar pó de mico em seus jogadores, além da final de 1990, quando o dirigente vascaíno Eurico Miranda criou uma interpretação particular do regulamento, na qual em caso de derrota do Vasco no tempo normal haveria a necessidade de prorrogação, impedindo o Botafogo de comemorar no Estádio do Maracanã, com o título só sendo confirmado posteriormente.
Já na final do Carioca de 1997 Edmundo irritou os botafoguenses ao rebolar na vitória vascaína por 1 a 0 no primeiro jogo da final. Em resposta, Dimba, autor do gol da vitória e do título botafoguense também comemorou rebolando no segundo jogo.
O jogo realizado em São Januário em 8 de maio de 2005, válido pelo Campeonato Brasileiro e vencido pelo Bota por 1 a 0, que foi anulado pelo STJD, está computado. O STJD considerou suspeitas e anulou todas as partidas arbitradas por Edílson Pereira de Carvalho (SP) neste campeonato, pois este teria se vendido a uma máfia de apostadores.
Ao vencer a primeira partida por 1 a 0 e a segunda por 2 a 1, o Vasco sagrou-se campeão carioca de 2015, a primeira vez em uma final estadual contra o Botafogo, tendo tido como destaque nas finais o atacante Rafael Silva.
Em 2016 os dois clubes chegaram pela segunda vez consecutiva a final, com vitória do Vasco no primeiro jogo por 1 a 0, com o clube cruzmaltino levando vantagem do empate para a partida decisiva, quando empatou por 1 a 1, sagrando-se campeão.
No Campeonato Carioca de 2018, o Botafogo perdia o título até os 49' do Segundo Tempo, quando Joel Carli fez o gol da vitória por 1 a 0, levando a decisão para a disputa de pênaltis, pois o Vasco havia vencido a primeira partida, quando Gatito Fernández pegou dois pênaltis dando o título para o Botafogo.
A vitória botafoguense por 1 a 0 em 2 de junho de 2019, marcou a 300ª partida do Botafogo no então nomeado Estádio Nilton Santos, com 168 vitórias, 74 empates e 58 derrotas, 546 gols a favor e 302 contra, até então.
A tensa partida válida pela 34ª rodada do Campeonato Brasileiro Série B de 2021 na qual venceu por 4 a 0 fez o Botafogo assumir a liderança da competição, praticamente eliminando a possibilidade do Vasco ser promovido, pois a probabilidade disso acontecer passou a ser de 0,042%, contra 99,97% do Botafogo, que acabou essa competição como campeão, com o Vasco não tendo conseguido a promoção.

## Goleadas
A maior goleada da história do clássico aconteceu em 29 de abril de 2001, no estádio do Maracanã, em partida válida pelo Campeonato Carioca. O Vasco da Gama venceu o Botafogo por 7 a 0, com três gols de Juninho Paulista, dois de Romário, um de Pedrinho e de Euller, na que foi também a maior goleada em clássicos cariocas já registrada no Maracanã.
No confronto ocorrido no dia 11 de junho de 1958, em General Severiano, válido pelo Torneio João Teixeira de Carvalho, ocorreu a maior goleada do Botafogo sobre o Vasco: 5 a 0.
No Campeonato Carioca de 2009, em 11 de abril, o Botafogo venceu o Vasco por 4 a 0; já na partida seguinte o Vasco venceu o Botafogo por 6 a 0 no Estádio do Engenhão, no dia 24 de janeiro de 2010.
Já a partida com mais gols ocorreu em 27 de março de 1946, na vitória vascaína por 8 a 4.
Pelo Campeonato Carioca, em 9 de junho de 1968, ocorreu a maior goleada do clássico em decisões de campeonato, com vitória do Botafogo por 4 a 0.

## Estádios
O Estádio do Maracanã foi o mais utilizado, onde recebeu 214 jogos, com 94 vitórias do Vasco, 60 do Botafogo e 60 empates, 299 gols a favor do Vasco e 263 a favor do Botafogo.
O Estádio de São Januário recebeu 57 partidas, sendo 26 vitórias do Vasco, 14 do Botafogo e 18 empates, 79 gols a favor do Vasco e 59 a favor do Botafogo.
O Estádio de General Severiano recebeu 29 partidas, com 13 vitórias do Vasco, 6 do Botafogo e 11 empates, 62 gols a favor do Vasco e 51 a favor do Botafogo.
O Estádio de Laranjeiras recebeu 21 partidas, com 10 vitórias do Vasco, 5 do Botafogo e 6 empates, 50 gols a favor do Vasco e 41 a favor do Botafogo.
O Estádio Olímpico Nilton Santos recebeu 30 partidas, com 13 vitórias do Botafogo, 10 do Vasco e 6 empates, 43 gols a favor do Botafogo e 39 a favor do Vasco.

## Cidades
O clássico entre Botafogo e Vasco já foi realizado em 8 cidades: Rio de Janeiro, Mesquita, Niterói, Volta Redonda, Aracaju (SE) , Brasília (DF), Ipatinga (MG) e São Luís (MA).

## Maiores artilheiros
Maior Artilheiro do Botafogo: Quarentinha, 17 gols.
Maior Artilheiro do Vasco: Roberto Dinamite, 25 gols.
No século XXI, o maior artilheiro do Vasco é Romário com 9 gols e o maior artilheiro pelo Botafogo é Dodô com 8 gols.
Em decisões, Loco Abreu pelo Botafogo, é o maior artilheiro do clássico, com 3 gols.

## Maiores séries invictas
Vasco: 18 jogos; 12 vitórias e 6 empates de 22 de abril de 1923 até 20 de setembro de 1928.
Botafogo: 9 jogos; 1 vitória e 8 empates de 12 de março de 1989 até 16 de dezembro 1990.

## Maiores séries de vitórias e de empates
Vasco: 6 vitórias de 12 de abril de 1992 até 9 de maio de 1993.
Botafogo: 5 vitórias (2 vezes) de 4 de dezembro de 1965 até 25 de outubro de 1966, e de 26 de novembro de 1995 até 14 de julho de 1996.
A maior série de empates é de 5 jogos de 12 de março de 1989 até 18 de março de 1990.

## Principais competições
Pelo Campeonato Brasileiro Unificado, foram 57 jogos, com 24 vitórias do Vasco, 15 do Botafogo e 18 empates. O Vasco fez 73 gols e o Botafogo fez 67.
Pela Copa do Brasil, foram 2 jogos, com 1 vitória do Botafogo e 1 empate. O Botafogo fez 1 gol e o Vasco não fez gol.
Pelo Campeonato Brasileiro Série B, foram disputadas duas partidas em 2021, que registraram vitórias do Botafogo por 2 a 0 e 4 a 0.
Pelo Campeonato Carioca, foram 224 partidas, sendo 96 vitórias do Vasco, 63 do Botafogo, e 65 empates. O Vasco fez 330 gols, e o Botafogo fez 274.
Pelo Torneio Rio-São Paulo, foram 22 jogos, com 11 vitórias do Vasco, 5 do Botafogo, e 6 empates. O Vasco marcou 40 gols, e o Botafogo marcou 38.
Pelo Torneio dos Campeões da CBF, foram 2 jogos, com 2 empates. Ambos os times marcaram 3 gols cada.

## Decisões
Em decisões estaduais
7 Campeonatos
Botafogo campeão em cinco ocasiões: 1948, 1968, 1990, 1997 e 2018
Vasco campeão em duas ocasiões: 2015 e 2016
Em decisões de Taça Guanabara
5 Campeonatos (como competição independente do Campeonato Carioca apenas em 1965)
Botafogo campeão em três ocasiões: 1997, 2010 e 2013
Vasco campeão em duas ocasiões: 1965 e 1977
Em decisões de Taça Rio
3 Campeonatos (como torneio de consolação apenas em 2021)
Botafogo campeão em uma ocasião: 2012
Vasco campeão em duas ocasiões: 2017 e 2021
Em decisões do Torneio Início do Campeonato Carioca
3 Campeonatos
Botafogo campeão em uma ocasião: 1977
Vasco campeão em duas ocasiões: 1932 e 1945
Em decisões do Torneio Extra
1 Campeonato
Vasco campeão em uma ocasião: 1973
- Competições:

| Competição                    | Edições | Títulos do Botafogo | Títulos do Vasco da Gama |
| ----------------------------- | ------- | ------------------- | ------------------------ |
| Campeonato Carioca            | 7       | 5                   | 2                        |
| Torneio Início do Carioca     | 3       | 1                   | 2                        |
| Torneio Extra                 | 1       | 0                   | 1                        |
| Taça Guanabara (Independente) | 1       | 0                   | 1                        |
| Total                         | 12      | 6                   | 6                        |

- Turnos:

| Turno          | Edições | Títulos do Botafogo | Títulos do Vasco da Gama |
| -------------- | ------- | ------------------- | ------------------------ |
| Taça Guanabara | 4       | 3                   | 1                        |
| Taça Rio       | 2       | 1                   | 1                        |
| Total          | 6       | 4                   | 2                        |

- Torneios de consolação:

| Competição | Edições | Títulos do Botafogo | Títulos do Vasco da Gama |
| ---------- | ------- | ------------------- | ------------------------ |
| Taça Rio   | 1       | 0                   | 1                        |
| Total      | 1       | 0                   | 1                        |

- Soma ambas tabelas:
  - Botafogo: 10
  - Vasco: 9

Em decisões de outros Troféus
2 Taças a favor do Botafogo
Taça Volantes Portugueses: 1935
Taça Trinta e Um de Março: 1971
Decisões de todos os Troféus disputados na história do confronto:
Botafogo : 12
Vasco: 9

## Jogos importantes
- Torneio Municipal de 1951:

O Botafogo foi campeão contra o Vasco na última rodada, mas o Vasco já estava fora da disputa havia várias rodadas.
- Campeonato Carioca de 1958:

O Vasco conquistou o Carioca após a realização do Super-Supercampeonato, tendo feito dois jogos extras contra o Botafogo e contra o Flamengo, adversário contra o qual conquistou o título.
- Torneio Rio-São Paulo de 1966 (semifinais):

Todos os clubes disputantes das semifinais foram declarados campeões pela CBD por falta de datas para a realização de um quadrangular extra, tendo sido a partida Botafogo 3 a 0 Vasco, em 27 de março de 1966 a última dos dois clubes.
- Campeonato Carioca de 1970:

O Vasco foi campeão carioca contra o Botafogo, que já estava afastado da disputa do título, na penúltima rodada.
- Campeonato Carioca de 1975:

Os dois clubes e o Fluminense, que acabaria campeão, compuseram a fase decisiva deste campeonato.
- Campeonato Carioca de 1976:

Os dois clubes, o America e o Fluminense, que acabaria campeão, compuseram a fase decisiva deste campeonato.
- Torneio Extra de 1990:

O Vasco foi campeão da taça Adolpho Bloch contra o Botafogo, que já estava afastado da disputa do título, na penúltima rodada sendo derrotado pelo placar de 2x1 diante da equipe do Bangu no estádio Caio Martins.
- Copa Rio-Brasília de 1996:

Essa competição amistosa disputada no Distrito Federal consistiu de um triangular envolvendo Vasco, Botafogo e o clube local Sobradinho. O jogo entre Vasco e Botafogo não foi uma decisão porque mesmo que o Vasco vencesse o Botafogo, teria ainda que jogar contra o Sobradinho.

## Outros grandes momentos
Além das oportunidades acima nas quais se confrontaram diretamente pelos títulos de campeões, os clubes foram campeões com o outro vice, nas seguintes ocasiões:
Botafogo campeão, Vasco vice
- Campeonato Carioca: 1930, 1935 e 1961[36]
- Taça Rio: 1989

Vasco campeão, Botafogo vice
- Campeonato Carioca: 1945 e 1947[36]
- Torneio Relâmpago: 1944
- Torneio Municipal: 1947
- Taça Guanabara: 1990 e 2000

## Demais jogos eliminatórios

### Outros jogos eliminatórios[31][32]
Em competições da CBF
- Copa do Brasil de 2020: Botafogo elimina o Vasco na quarta fase.

Em competições da FERJ
- Torneio Início de 1926: Vasco elimina o Botafogo na primeira fase.
- Torneio Início de 1929: Vasco elimina o Botafogo na segunda fase.
- Torneio Início de 1937: Botafogo elimina o Vasco na primeira fase.
- Torneio Início de 1938: Botafogo elimina o Vasco na semifinal.
- Torneio Início de 1953: Vasco elimina o Botafogo na segunda fase.
- Torneio Início de 1955: Vasco elimina o Botafogo na segunda fase.
- Torneio Início de 1961: Botafogo elimina o Vasco na semifinal.
- Copa Rio de 1991: Botafogo elimina o Vasco para o quadrangular final.
- Taça Rio de 2007: Botafogo elimina o Vasco nas semifinais.
- Taça Rio de 2009: Botafogo elimina o Vasco nas semifinais.
- Taça Rio de 2018: Botafogo elimina o Vasco nas semifinais.
- Campeonato Carioca de 2025: Vasco elimina o Botafogo na fase de grupos.

## Maiores públicos
- Onde não consta informações sobre públicos pagante e presente, a referência é apenas aos pagantes.

1. Botafogo 0–2 Vasco, 149.005, 28 de abril de 1968, C.Carioca, Maracanã [124.435p.]. (*)
2. Botafogo 4–0 Vasco, 141.689, 9 de junho de 1968, C.Carioca, Maracanã [120.178p.]. (*)
3. Botafogo 0–2 Vasco, 131.741, 29 de maio de 1977, C.Carioca, Maracanã.
4. Botafogo 1–0 Vasco, 115.523, 3 de janeiro de 1959, C.Carioca, Maracanã [106.386p.].
5. Botafogo 0–2 Vasco, 115.064, 5 de setembro de 1965, T.Guanabara, Maracanã.
6. Botafogo 1–0 Vasco, 107.529, 29 de agosto de 1959, C.Carioca, Maracanã [95.478p.].
7. Botafogo 1–1 Vasco, 106.515, 31 de maio de 1970, T.Guanabara, Maracanã. (**)
8. Botafogo 1–2 Vasco, 101.893, 23 de julho de 1972, C.Carioca, Maracanã. (*)
9. Botafogo 0–2 Vasco, 100.000, 27 de agosto de 1960, C.Carioca, Maracanã [98.279p.].
10. Botafogo 1–3 Vasco, 90.248, 19 de setembro de 1954, C.Carioca, Maracanã [78.376p.].
11. Botafogo 1–2 Vasco, 89.222, 10 de janeiro de 1959, C.Carioca, Maracanã [80.833p.].
12. Botafogo 1–2 Vasco, 88.895, 25 de novembro de 1984, C.Carioca, Maracanã.
13. Botafogo 1–0 Vasco, 88.404, 30 de março de 1997, C.Carioca, Maracanã [81.893p.].
14. Botafogo 2–3 Vasco, 87.701, 28 de setembro de 1958, C.Carioca, Maracanã [73.573p.].
15. Botafogo 1–2 Vasco, 87.378, 12 de abril de 1992, C.Brasileiro, Maracanã.
16. Botafogo 0–2 Vasco, 87.295, 7 de dezembro de 1958, C.Carioca, Maracanã [78.923p.].
17. Botafogo 0–2 Vasco, 82.468, 4 de junho de 1969, C.Carioca, Maracanã. (*)
18. Botafogo 2–0 Vasco, 81.902, 21 de fevereiro de 2010, C.Carioca, Maracanã [66.957p.].
19. Botafogo 1–0 Vasco, 81.745, 4 de maio de 1969, C.Carioca, Maracanã.
20. Botafogo 0–2 Vasco, 80.233, 14 de janeiro de 1951, C.Carioca, Maracanã [72.762p.].
21. Botafogo 1–1 Vasco, 79.437, 4 de novembro de 1962, C.Carioca, Maracanã [69.461p.].
22. Botafogo 4–1 Vasco, 77.337, 7 de novembro de 1982, C.Carioca, Maracanã.

(*) Rodadas duplas
(**) Rodada tripla
Por décadas
- 1951 - 1960: 8.
- 1961 - 1970: 7.
- 1971 - 1980: 2.
- 1981 - 1990: 2.
- 1991 - 2000: 2.
- 2001 - 2010: 1.

Maior público no século XXI
- Botafogo 2–0 Vasco, 81.902, 21 de fevereiro de 2010, C. Carioca, Maracanã [66.957p.].

Maior público na Arena Maracanã (pós 2013)
- Botafogo 1–2 Vasco, 66.156, 3 de maio de 2015, C. Carioca [58.446p.].[37]

Maior público no Estádio do Engenhão
- Botafogo 3–1 Vasco, 29 de abril de 2012, C. Carioca, 41.387 [35.321p.].

Maior público no Estádio de São Januário
- Vasco 0–0 Botafogo, 7 de dezembro de 1947, C. Carioca, 21.138p.

Maior público no Estádio de General Severiano
- Botafogo 3–1 Vasco, 12 de dezembro de 1948, C. Carioca, 20.000 [18.321p.].

## Títulos
Sobre os títulos dos 4 grandes do futebol carioca, ver Os quatro grandes do Rio de Janeiro.

## Confrontos
| Vitória do Botafogo | Empate | Vitória do Vasco | Jogo decidiu título |

### Anos 2000
| Data                   | Torneio | Estádio  | Casa     | Visitante | Placar | Gols (casa)                        | Gols (visitante)                                        |
| ---------------------- | ------- | -------- | -------- | --------- | ------ | ---------------------------------- | ------------------------------------------------------- |
| 2 de fevereiro de 2008 | Carioca | Maracanã | Vasco    | Botafogo  | 2–3    | Jorge Luiz 46', Bruno Meneghel 78' | Zé Carlos 17', Túlio 34', Lúcio Flávio 87' (pen)        |
| 25 de maio de 2008     | Série A | Engenhão | Botafogo | Vasco     | 1–1    | Lúcio Flávio 85' (pen)             | Eduardo Luiz 1'                                         |
| 24 de agosto de 2008   | Série A | Maracanã | Vasco    | Botafogo  | 1–1    | Madson 88'                         | Wellington Paulista 53'                                 |
| 12 de março de 2009    | Carioca | Maracanã | Botafogo | Vasco     | 1–4    | Thiaguinho 69'                     | Elton 2', 61', Léo Lima 83' (pen), Carlos Alberto 90+1' |
| 11 de abril de 2009    | Carioca | Maracanã | Vasco    | Botafogo  | 0–4    |                                    | Maicosuel 18', 65', Gabriel 61', Thiaguinho 74'         |

### Anos 2010
| Data                    | Torneio | Estádio             | Casa     | Visitante | Placar | Gols (casa)                                           | Gols (visitante)                                            |
| ----------------------- | ------- | ------------------- | -------- | --------- | ------ | ----------------------------------------------------- | ----------------------------------------------------------- |
| 24 de janeiro de 2010   | Carioca | Engenhão            | Botafogo | Vasco     | 0–6    |                                                       | Dodô 3', 31', 33', Léo Gago 55', Philippe Coutinho 59', 79' |
| 21 de fevereiro de 2010 | Carioca | Maracanã            | Vasco    | Botafogo  | 0–2    |                                                       | Fábio Ferreira 69', Loco Abreu 85' (pen)                    |
| 30 de maio de 2010      | Série A | Engenhão            | Botafogo | Vasco     | 1–1    | Herrera 35'                                           | Ernani 26'                                                  |
| 22 de setembro de 2010  | Série A | Engenhão            | Vasco    | Botafogo  | 2–2    | Ramon 13', Éder Luís 36'                              | Herrera 55', Loco Abreu 90+1'                               |
| 20 de março de 2011     | Carioca | Engenhão            | Vasco    | Botafogo  | 2–0    | Diego Souza 59', Éder Luís 70'                        |                                                             |
| 7 de agosto de 2011     | Série A | Engenhão            | Botafogo | Vasco     | 4–0    | Antônio Carlos 9', Loco Abreu 27', 39', Herrera 90+1' |                                                             |
| 13 de novembro de 2011  | Série A | Engenhão            | Vasco    | Botafogo  | 2–0    | Fellipe Bastos 15', Dedé 60'                          |                                                             |
| 18 de março de 2012     | Carioca | Engenhão            | Botafogo | Vasco     | 3–1    | Fellype Gabriel 33', 37', 71'                         | Fellipe Bastos 47'                                          |
| 29 de abril de 2012     | Carioca | Engenhão            | Botafogo | Vasco     | 3–1    | Loco Abreu 3', 45', Maicosuel 54'                     | Carlos Alberto 80'                                          |
| 25 de julho de 2012     | Série A | Engenhão            | Vasco    | Botafogo  | 1–0    | Alecsandro 83'                                        |                                                             |
| 18 de outubro de 2012   | Série A | Engenhão            | Botafogo | Vasco     | 3–2    | Elkeson 29', Bruno Mendes 74', 90+2'                  | Carlos Alberto 24', 37'                                     |
| 10 de março de 2013     | Carioca | Engenhão            | Vasco    | Botafogo  | 0–1    |                                                       | Lucas 80'                                                   |
| 3 de abril de 2013      | Carioca | Raulino de Oliveira | Vasco    | Botafogo  | 0–3    |                                                       | Rafael Marques 53', Lodeiro 58', Fellype Gabriel 76'        |
| 4 de agosto de 2013     | Série A | Maracanã            | Vasco    | Botafogo  | 2–3    | André 45+2', 47'                                      | Rafael Marques 23', 48', Seedorf 30'                        |
| 20 de outubro de 2013   | Série A | Maracanã            | Botafogo | Vasco     | 2–2    | Dankler 5', Lodeiro 6'                                | Jomar 53', Pedro Ken 67'                                    |
| 2 de fevereiro de 2014  | Carioca | Maracanã            | Vasco    | Botafogo  | 1–0    | Thalles 74'                                           |                                                             |
| 29 de março de 2015     | Carioca | Maracanã            | Vasco    | Botafogo  | 1–1    | Gilberto 43'                                          | Roger Carvalho 52'                                          |
| 26 de abril de 2015     | Carioca | Maracanã            | Vasco    | Botafogo  | 1–0    | Rafael Silva 90+1'                                    |                                                             |
| 3 de maio de 2015       | Carioca | Maracanã            | Botafogo | Vasco     | 1–2    | Diego Jardel 74'                                      | Rafael Silva 45', Gilberto 90+2'                            |
| 28 de fevereiro de 2016 | Carioca | São Januário        | Vasco    | Botafogo  | 1–1    | Riascos 60'                                           | Emerson 87'                                                 |
| 27 de março de 2016     | Carioca | São Januário        | Vasco    | Botafogo  | 1–0    | Thalles 25'                                           |                                                             |
| 1 de maio de 2016       | Carioca | Maracanã            | Botafogo | Vasco     | 0–1    |                                                       | Jorge Henrique 60'                                          |
| 8 de maio de 2016       | Carioca | Maracanã            | Vasco    | Botafogo  | 1–1    | Rafael Vaz 56'                                        | Leandrinho 49'                                              |
| 19 de março de 2017     | Carioca | Nilton Santos       | Vasco    | Botafogo  | 0–0    |                                                       |                                                             |
| 16 de abril de 2017     | Carioca | Nilton Santos       | Vasco    | Botafogo  | 2–0    | Douglas 86', Luís Fabiano 90+2'                       |                                                             |
| 21 de junho de 2017     | Série A | Nilton Santos       | Botafogo | Vasco     | 3–1    | Roger 4', 60', Victor Luis 45+4'                      | Caio Monteiro 83'                                           |
| 14 de outubro de 2017   | Série A | Maracanã            | Vasco    | Botafogo  | 1–0    | Nenê 69'                                              |                                                             |
| 18 de março de 2018     | Carioca | Nilton Santos       | Botafogo | Vasco     | 2–3    | Rodrigo Lindoso 50' (pen), Brenner 68'                | Riascos 37', Andrés Ríos 45+1', Paulinho 84'                |
| 21 de março de 2018     | Carioca | Nilton Santos       | Vasco    | Botafogo  | 2–3    | Erazo 19', Riascos 30'                                | Brenner 12', Luiz Fernando 33', Igor Rabello 84'            |
| 1 de abril de 2018      | Carioca | Nilton Santos       | Botafogo | Vasco     | 2–3    | Renatinho 3', Brenner 44'                             | Yago Pikachu 28', 30', Andrés Ríos 90+3'                    |
| 8 de abril de 2018      | Carioca | Maracanã            | Vasco    | Botafogo  | 0–1    |                                                       | Carli 90+5'                                                 |
| 2 de junho de 2018      | Série A | São Januário        | Vasco    | Botafogo  | 1–2    | Andrey 52'                                            | Kieza 4', Igor Rabello 35'                                  |
| 9 de outubro de 2018    | Série A | Nilton Santos       | Botafogo | Vasco     | 1–1    | Luiz Fernando 61'                                     | Maxi López 80'                                              |
| 23 de fevereiro de 2019 | Carioca | Nilton Santos       | Botafogo | Vasco     | 1–1    | Marcelo Benevenuto 53'                                | Yago Pikachu 6'                                             |
| 2 de junho de 2019      | Série A | Nilton Santos       | Botafogo | Vasco     | 1–0    | Diego Souza 58'                                       |                                                             |
| 16 de outubro de 2019   | Série A | São Januário        | Vasco    | Botafogo  | 2–1    | Bruno Gomes 8', Ribamar 18'                           | Marcelo Benevenuto 21'                                      |

### Anos 2020
| Data                    | Torneio        | Estádio        | Casa     | Visitante | Placar | Gols (casa)                                            | Gols (visitante)                                                |
| ----------------------- | -------------- | -------------- | -------- | --------- | ------ | ------------------------------------------------------ | --------------------------------------------------------------- |
| 2 de fevereiro de 2020  | Carioca        | Nilton Santos  | Botafogo | Vasco     | 1–0    | Igor Cássio 89'                                        |                                                                 |
| 13 de setembro de 2020  | Série A        | Nilton Santos  | Botafogo | Vasco     | 2–3    | Matheus Babi 48', 82'                                  | Ribamar 34', Cano 70', Ygor Catatau 71'                         |
| 17 de setembro de 2020  | Copa do Brasil | Nilton Santos  | Botafogo | Vasco     | 1–0    | Matheus Babi 67'                                       |                                                                 |
| 23 de setembro de 2020  | Copa do Brasil | São Januário   | Vasco    | Botafogo  | 0–0    |                                                        |                                                                 |
| 10 de janeiro de 2021   | Série A        | São Januário   | Vasco    | Botafogo  | 3–0    | Talles Magno 21', Andrey 77', Yago Pikachu 90+6' (pen) |                                                                 |
| 21 de março de 2021     | Carioca        | São Januário   | Vasco    | Botafogo  | 1–1    | Carlinhos 86'                                          | Zeca 34'                                                        |
| 16 de maio de 2021      | Carioca        | Nilton Santos  | Botafogo | Vasco     | 0–1    |                                                        | Cano 45'                                                        |
| 22 de maio de 2021      | Carioca        | São Januário   | Vasco    | Botafogo  | 0–1    |                                                        | Gilvan 71'                                                      |
| 31 de julho de 2021     | Série B        | Nilton Santos  | Botafogo | Vasco     | 2–0    | Chay 2', Diego Gonçalves 88'                           |                                                                 |
| 7 de novembro de 2021   | Série B        | São Januário   | Vasco    | Botafogo  | 0–4    |                                                        | Marco Antônio 11', 35' Rafael Navarro 19', Diego Gonçalves 53'  |
| 13 de fevereiro de 2022 | Carioca        | Castelão       | Vasco    | Botafogo  | 0–1    |                                                        | Erison 33'                                                      |
| 16 de fevereiro de 2023 | Carioca        | Maracanã       | Vasco    | Botafogo  | 2–0    | Alex Teixeira 56', Pedro Raul 70'                      |                                                                 |
| 2 de julho de 2023      | Série A        | Nilton Santos  | Botafogo | Vasco     | 2–0    | Luis Henrique 53', Carlos Alberto 90+5'                |                                                                 |
| 6 de novembro de 2023   | Série A        | São Januário   | Vasco    | Botafogo  | 1–0    | Paulo Henrique 29'                                     |                                                                 |
| 18 de fevereiro de 2024 | Carioca        | Nilton Santos  | Botafogo | Vasco     | 2–4    | Eduardo 21', 88'                                       | Pablo Galdames 31' Lucas Piton 45' Pablo Vegetti 68' (pen), 85' |
| 29 de junho de 2024     | Série A        | São Januário   | Vasco    | Botafogo  | 1–1    | Pablo Vegetti 84'                                      | Bastos 73'                                                      |
| 5 de novembro de 2024   | Série A        | Nilton Santos  | Botafogo | Vasco     | 3–0    | Savarino 9', Luiz Henrique 12', Júnior Santos 71'      |                                                                 |
| 23 de fevereiro de 2025 | Carioca        | São Januário   | Vasco    | Botafogo  | 1–0    | Pablo Vegetti 18' (pen)                                |                                                                 |
| 12 de julho de 2025     | Série A        | Mané Garrincha | Vasco    | Botafogo  | 0–2    |                                                        | Arthur Cabral 48', Nathan Fernandes 78'                         |